# Refugi del Gerdar
El refugi del Gerdar és un refugi de muntanya del terme municipal d'Alt Àneu, a la comarca del Pallars Sobirà. Pertany a l'àmbit del poble de València d'Àneu, dins de l'antic terme del mateix nom.
Està situat a 1.458 metres d'altitud, enmig del Bosc de Gerdar i de la Mata de València, al peu de la Vall de Cabanes.